# Langsøen
Langsøen (tysk Langsee) er en sø i Slesvig-Flensborg kreds i den nordtyske delstat Slesvig-Holsten, beliggende nord for Slesvig by i Strukstrup Herred i det sydvestlige Angel (Sydslesvig). Den eutrofe sø er seks km lang, op til 500 meter bred og over 13 meter dyb. Søen er med et areal på 151,38 ha. en af de større søer i Sydslesvig. Den opstod som subglaciale smeltevandsstrømme (issø) under Weichsel-istiden (ligesom Træsøen ved Oversø).Langsøen danner grænsen mellem Farnsted Sogn i nord og Nybøl Sogn med Guldholm i syd. På samme måde adskiller søen kommunerne Sønder Farensted og Nybøl.
Søen er omgivet af grønne områder og skov, f.eks. den lille Grydeskov ved søens nordlige bred. Der er også flere strandafsnit. Langsøen har tilløb af Grydebæk (Grüderau), Kongsdam (Königsdamm) og Fløbæk (Flübek) og har afløb af Vedelbæk (Wellspanger Au), som efter få km munder ud i Fysing Å, som igen munder ud i Slien. Søen ligger 16,35 meter over havet.
Langsøen er første gang nævnt 1619. På halvøen Guldholm (på tysk Güldenholm) befandt sig i middelalderen Guldholm Kloster. Søen omtales tilsvarende også som Guldhom Sø. Selve klosterbygningen kaldtes senere også for Søhuset. 